# Statut warcki

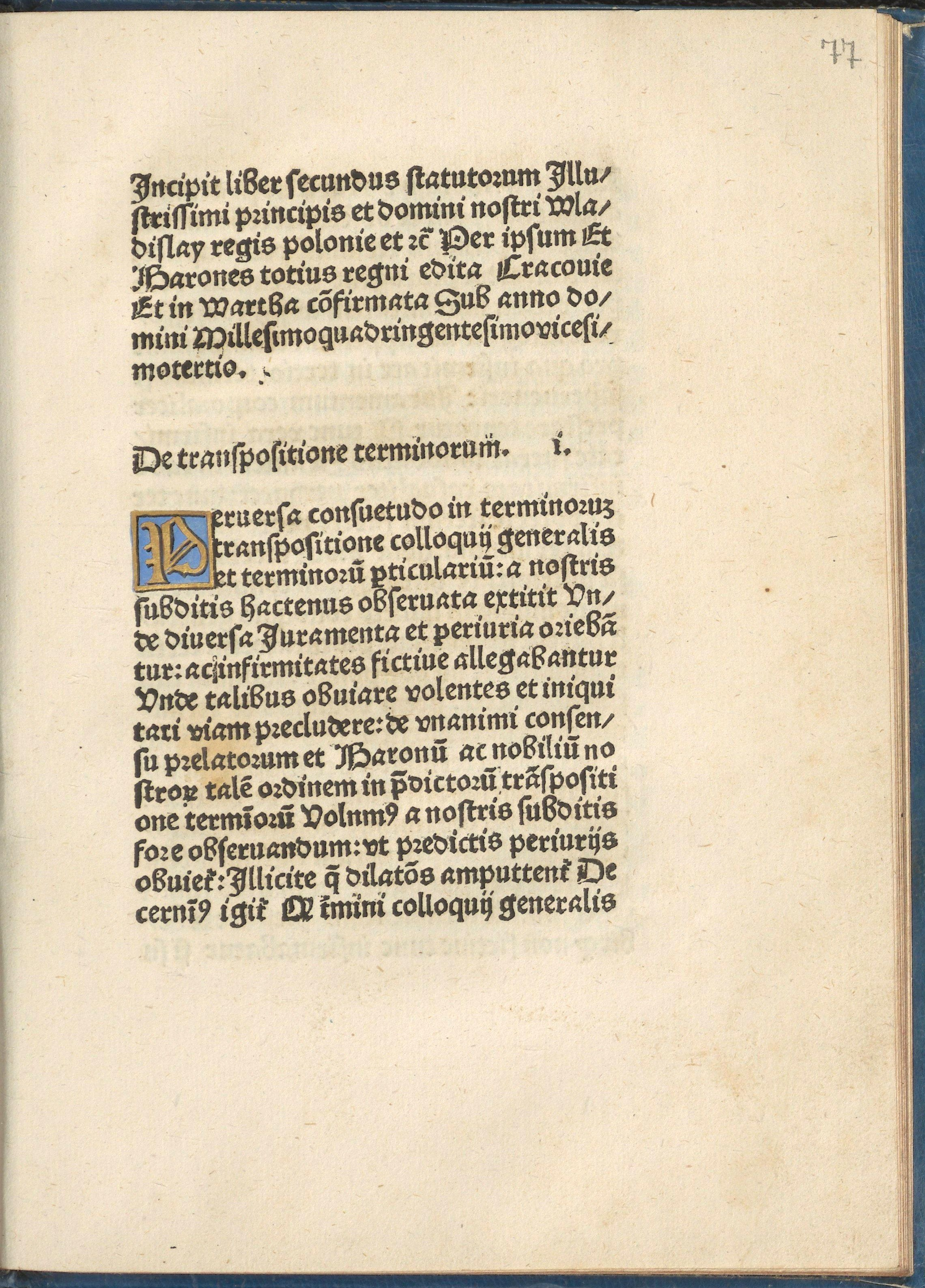
Pierwsza strona statutu warckiego (krakowsko-warckiego) wydrukowanego w zbiorze Syntagmata w 1487

Statut warcki – polski statut ziemski wydany przez króla Władysława II Jagiełłę na zjeździe generalnym w Warcie 28 października 1423. W nowszej literaturze historyczno-prawnej nazywany jest statutem krakowsko-warckim, ponieważ właściwy tekst statutu poprzedza rozporządzenie królewskie o rokach sądowych wydane w Krakowie w 1421.
Do czasu drugiej wojny światowej zachowało się osiemnaście rękopiśmiennych kopii statutu sporządzonych jeszcze w XV wieku. W 1478 statut został wydany w pierwszym drukowanym zbiorze polskich statutów średniowiecznych (Syntagmata). Tekst statutu w tej samej redakcji znalazł się później w Statucie Łaskiego, a następnie Volumina Legum.   
Wybrane postanowienia statutu:   
- prawo odbierania gruntów (rugowania) krnąbrnych sołtysów;
- potwierdzenie ograniczenia jurysdykcji starostów do tzw. czterech artykułów grodzkich (zgwałcenie, rozbój na drodze publicznej, podpalenie i najście na dom szlachecki);
- nadanie wojewodom kompetencji w zakresie ustalaniu miar i cen wyrobów rzemieślniczych (tzw. taksy wojewodzińskie);
- ograniczenie prawa chłopów do opuszczania wsi;
- ustalenie kar za przyjmowanie zbiegłych chłopów.